# Orimarga excessiva
Orimarga excessiva är en tvåvingeart. Orimarga excessiva ingår i släktet Orimarga och familjen småharkrankar.

## Underarter
Arten delas in i följande underarter:
- O. e. chaparensis
- O. e. excessiva